# چادر عربی

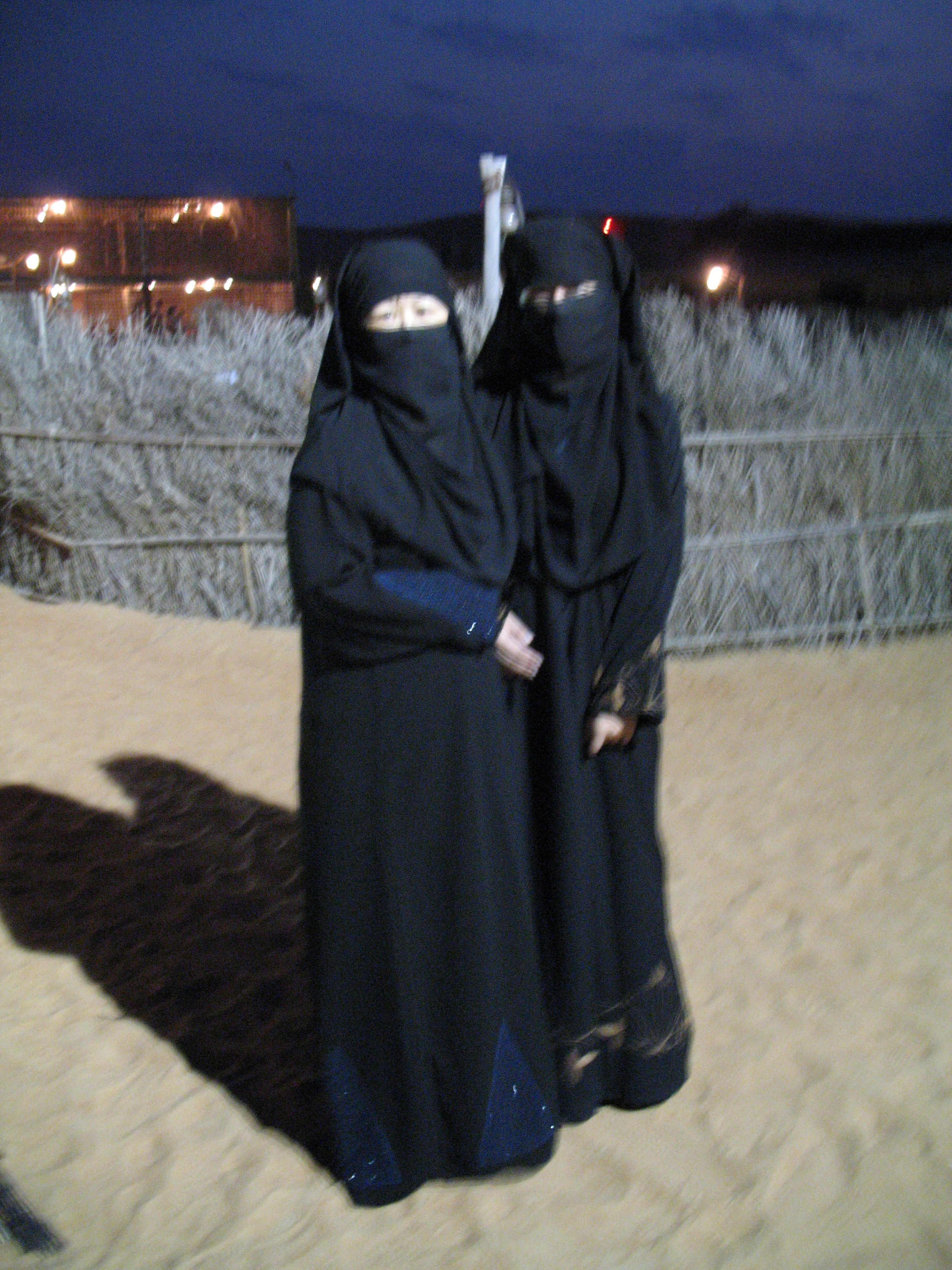
دو زن با پوشش عبا و روبنده.

عبایه (همچنین در فارسی با عنوان «چادر عربی» نام‌برده می‌شود) به عبای زنانه گفته می‌شود؛ پوششی است که زنان عرب آن را بر روی سر خود می‌گذارند. در ایران نیز عرب‌های ایران در خوزستان از این نوع پوشش به طور چشمگیری استفاده می‌کنند. رنگ عبا معمولا سیاه است و البته رنگ‌های دیگری نیز دارد. در کشورهای عربی دارای انواع متفاوتی است که در مکان‌های رسمی برای دست و پاگیر نبودن آن از نوع عبای رسمی استفاده می‌کنند. عبای رسمی را اصولاً با شیله بر سر می‌گذارند. بر خلاف چادرها و روسری های رایج در ایران، در طرفین شانه‌های عبایه، بریدگی‌هایی وجود دارد که دست به راحتی از آن بیرون می‌آید. به خاطر نوع دوخت عبایه، در برابر وزش باد به آسانی از تن پوشنده آن جدا نمی‌شود.

## انواع چادر عربی

### چادر عربی اصیل
این مدل چادر از اصیل‌ترین چادرهای عربی است که در میان اعراب به عبا معروف است.  طرح اصلی آن متعلق به عراق بوده ولی با نام‌های « چادر جده» یا «عربی اصیل» نیز شناخته می شود. این چادر نیز مانند اغلب چادرهای عربی آزاد و راحت است. در این مدل پارچه‌ی زیادی به کار رفته شده و همین امر باعث عریض شدن این مدل می‌شود. عرض زیاد نیز پوشش کامل و راحتی به همراه خواهد داشت. 

### چادر اماراتی
یکی از انواع چادر عربی می باشد. با این تفاوت که بخاطر آستین های 40 سانتیمتری کمی اندامی تر از مدل های عربی دیگر است.

### چادر لبنانی
چادر لبنانی از مدل لباس لبنانی ایده گرفته شده است. این چادر آستین ندارد بلکه جایی برای بیرون آوردن دست ها روی چادر ایجاد شده است. این چادر از زیر چانه رو سینه با یک دکمه بسته می شود. پوشیده بودن این چادر سبب می شود تا زنان بتوانند لباس راحت تری زیر آن بپوشند.  